# Barbie - La principessa delle perle
Barbie - La principessa delle perle (Barbie: The Pearl Princess) è un film d'animazione in computer grafica del 2014 diretto da Zeke Norton, e distribuito direttamente per il mercato home video. È il 27° film di Barbie.

## Trama
Lumina è una giovane e spensierata sirena che ha il potere di controllare le perle. Mentre Lumina gioca insieme all'amica Kuda (un cavalluccio marino) viene interrotta dalla zia Scilla, che la rimprovera per non aver tenuto nascosto il suo potere, col rischio di essere cercata da «persone malvagie di ogni genere». Lumina e Kuda si chiedono come sarebbe vivere come principesse, sognando di vivere al castello reale; Scilla ascolta la loro conversazione e nasconde un braccialetto con sopra lo stemma reale in un cassetto. Al castello, Caligo supplica re Nereus e regina Lorelei di apparire in pubblico, nonostante siano ancora in lutto per la figlia: devono affrontare il fatto che, senza un degno erede, il regno un giorno sarà governato da suo figlio, e loro nipote, Fergis. Perciò Caligo suggerisce di indire un ballo reale affinché Fergis trovi una moglie, ottenendo il consenso dei sovrani.
Mentre Scilla prepara una pozione, riceve la visita dell'anguilla Murray, mandata da Caligo, il quale vuole che lei avveleni Nereus al ballo reale; Scilla lo scaccia, ma l'anguilla minaccia di dire a tutti che lei ha ucciso la principessa, e a quel punto la donna accetta. Prima di andarsene, Murray sente Lumina chiamare Scilla "zia", ma non riesce a ottenere più informazioni. Lumina vorrebbe partecipare al ballo reale, ma Scilla non vuole permetterglielo; quando però la ragazza nota l'invito che Murray aveva lasciato, Lumina decide di approfittarne e usarlo per lei e Kuda. Notando che Scilla usa sempre una scorciatoia per andare in città, Lumina decide di percorrerla e trova un passaggio attraverso lo scheletro di un gigantesco animale; dopo essere sfuggite al crollo, causato accidentalmente da Kuda, Lumina perde l'invito, che viene portato via dal corno di un narvalo.
Fergis discute col padre perché preferirebbe fare il botanico piuttosto che il re, ma Caligo è assolutamente contrario. Murray comunica al suo padrone che Scilla ha accettato la sua proposta; quando l'anguilla descrive Lumina, Caligo inizia a sospettare che sia la figlia dei sovrani e gli chiede di portarla da lui. Intanto, Lumina e Kuda inseguono il narvalo attraverso una foresta di alghe e finiscono in una tana di calamari vampiri, dove fanno la conoscenza di Spike, un pesce pietra solitario che a causa dei suoi aculei non riesce a farsi degli amici; allora Lumina glieli decora con delle perle affermando che ora nessuno avrà paura di lui, poi lo convince ad accompagnarle in città. Murray, accompagnato da Garth e Wormwood, trova a casa di Lumina un biglietto che la ragazza aveva lasciato a Scilla prima di partire; frugando nei cassetti, trova anche il braccialetto che la donna nascondeva.
Lumina, Kuda e Spike raggiungono la città; Spike ha ancora timore di essere rifiutato e cerca di nascondersi, ma alla fine si mostra e riceve molti complimenti per le sue perle. Dopo aver intravisto Scilla, Lumina e Kuda finiscono per caso nel salone di bellezza gestito dall'octopus Madame Ruckus, che la assume come parrucchiera; insieme a lei lavorano le estetiste Sandrine e Cora. Grazie anche al potere delle perle, con cui crea incredibili acconciature, Lumina diventa subito molto apprezzata dalle clienti. Nel frattempo, Caligo riceve Scilla e cerca di farsi dire qualcosa riguardo a sua "nipote", ma la donna non risponde e se ne va; poco dopo, torna Murray che informa il padrone della lettera, poi gli mostra il braccialetto: questo gli dà la conferma che Lumina è figlia di Nereus e Lorelei, e dunque la principessa ereditaria.
Al salone di bellezza, Lumina fa la conoscenza del principe Delphin, appena arrivato in città, il quale ha difficoltà a trovare le indicazioni sulla sua mappa; successivamente, Caligo porta Fergis al salone per fargli sistemare i capelli, dove il ragazzo s'innamora a prima vista di Cora, che lo prende in simpatia. Madame Ruckus informa le dipendenti che sono tutte invitate al ballo reale. Mentre Cora e Fergis parlano, Caligo li interrompe e ordina al figlio di andare al ballo a cercarsi una moglie; Cora, che si sta innamorando di lui ed è dispiaciuta per il modo in cui viene trattato dal padre, gli propone di ballare insieme; Lumina incontra nuovamente Delphin ballandoci insieme, mentre Kuda fa amicizia con il delfino del principe. Più tardi, Lumina e Kuda vengono catturate dalle anguille di Caligo, che le fa rinchiudere nelle segrete: le anguille rivelano alla ragazza che Scilla avvelenerà il re poi, approfittando della loro distrazione mentre giocano a carte, Lumina sfrutta il potere delle perle per recuperare la chiave della prigione.
Scilla serve il nettare alla tavola reale, ma Caligo diventa sospettoso e non sa se la donna ha messo il veleno nel calice del re o nel suo. Dopo aver ascoltato il re e la regina addolorarsi per la scomparsa della figlia, Scilla decide che è giunto il momento di rivelare che in realtà è viva; inoltre cerca di sottrarre il calice a Caligo, affermando di non voler avvelenare nessuno. Proprio mentre re Nereus sta per brindare, Lumina arriva appena in tempo per sottrargli il calice, e Caligo ne ordina l'arresto. Scilla si oppone, affermando che invece l'ha salvato dall'avvelenamento; il re le chiede come fa a saperlo, e mentre Scilla sta per rivelare di essere stata costretta da Caligo, quest'ultimo le dà uno spintone che la fa cadere sopra uno degli aculei di Spike (al quale Caligo aveva fatto cadere accidentalmente una perla).
Debolissima, Scilla svela a Lumina che tanto tempo prima la portò via dai suoi veri genitori per proteggerla: glielo avrebbe voluto dire prima, ma aveva paura di perderla. Spike dice che l'unico rimedio al veleno è il rarissimo Giglio Sulfureo; andando contro gli ordini del padre, Fergis recupera il fiore che teneva appuntato al vestito e che lui gli aveva tolto. Caligo prende Scilla e ordina alle guardie di catturare Lumina la quale, però, grazie al potere delle perle riesce a fermarlo; Scilla ingerisce il fiore tornando in salute, mentre Caligo viene "incatenato".
Scilla rivela che Caligo le ha ordinato di avvelenare re Nereus per far salire al trono suo figlio. La regina Lorelei chiede a Lumina se è sempre stata in grado di manipolare le perle, Lumina risponde di sì e la regina rivela di avere gli stessi poteri: tale magia è un dono reale, come afferma re Nereus. Scilla ammette che Lumina è la principessa perduta e racconta la parte rimanente della storia: diciassette anni fa, Caligo pagò Scilla per sbarazzarsi della piccola principessa ma, non volendo farlo, scelse invece di tenerla con sé; credeva di averla nascosta per anni solo per proteggerla, ma in verità temeva di separarsene. Fergis restituisce il medaglione reale a re Nereus, che a sua volta lo consegna a Lumina: una volta indossato, Lumina si trasforma mostrandosi come la vera erede. Riunita ai suoi genitori, Lumina chiede loro che Scilla e Kuda vengano accolte al castello, e acconsentono perché anche loro fanno ormai parte della famiglia. Il ballo reale continua.
(Barbie, dopo i titoli di coda)

## Colonna sonora
Le canzoni della colonna sonora sono pubblicate da Mattel Rhapsody (ASCAP).
1. Mermaid Party – 3:09
Scritta da Jeannie Lurie, Gabriel Mann e Rob Hudnut
Cantata da Nevada Brandt
Prodotta da Gabriel Mann
2. Light Up The World – 3:05
Scritta da Jeannie Lurie, Gabriel Mann e Rob Hudnut
Cantata da Rachel Bearer
Prodotta da Gabriel Mann

## Doppiaggio
| Personaggio     | Doppiatore originale | Doppiatore italiano |
| --------------- | -------------------- | ------------------- |
| Lumina          | Kelly Sheridan       | Emanuela Pacotto    |
| Kuda            | Katie Crown          | Serena Clerici      |
| Re Nereus       | Mark Oliver          | Riccardo Rovatti    |
| Regina Lorelei  | Rebecca Schoichet    | Elisabetta Cesone   |
| Scilla          | Patricia Pattenden   | Rossana Bassani     |
| Caligo          | John Novak           | Diego Sabre         |
| Fergis          | Simon Hill           |                     |
| Murray          | Peter New            |                     |
| Madame Ruckus   | Kathleen Barr        | Lorella De Luca     |
| Garth           | Patrick Gilmore      |                     |
| Wormwood        | Lois Cirillo         |                     |
| Spike           | James Higuchi        | Paolo De Santis     |
| Cora            | MacKenzie Porter     |                     |
| Sandrine        | Nicki Burke          |                     |
| Sirenetta viola | Tabitha St. Germain  |                     |
| Delphin         | Brian Doe            |                     |
| Delfino         | Jeff Evans Todd      | Luca Sandri         |